# Ерміт-самітник бронзовий
Ерміт-самітник бронзовий (Glaucis aeneus) — вид птахів родини колібрієвих.

## Поширення
Поширений у Центральній та на півночі Південної Америки. Вид має дві окремі популяції. Одна поширена від східного Гондурасу через східне Нікарагуа та східну та західну Коста-Рику до західної Панами. Інша трапляється від західної Колумбії до північно-західного Еквадору аж до провінції Пічинча. Вид населяє напіввідкриті ландшафти, такі як порушені первинні ліси, зрілі вторинні ліси, болотні ліси та чагарники. За висотою він трапляється від рівня моря до 750 м у Коста-Риці та 800 м у Колумбії.

## Опис
Птах досягає довжини тіла приблизно 9–10 см із вагою приблизно 3,0–6,5 г у самців і близько 3,6 г у самиць. Він дуже схожий на ерміта-самітника бразильського (Glaucis hirsutus), але трохи менший і має трохи більше вигнутий чорний дзьоб. Низ більше жовто-коричневий і менш білуватий, ніж у бразильського виду. Верхня частина від бронзового до мідно-зеленого кольору. Колір горла і верхньої частини грудей самця плавно зливається з черевом. Пилоподібні краї на верхній частині дзьоба трапляються тільки у самців. У самиць трохи коротші крила, ніж у самця, і більше вигнутий дзьоб без зазубрених зубів.
Молоді птахи мають жовто-коричневу смужку над очима, так само забарвлену верхню частину голови та шию. На пір'ї спини часто є плями від жовто-коричневого до білого кольору. Махове пір'я та надкрила мають глибокий білий трикутник на кінчику.

## Спосіб життя
Сезон розмноження в Колумбії триває з травня по серпень, в Коста-Риці з січня по серпень. У північно-східній Коста-Риці він триває з жовтня по серпень. Звіти з Панами говорять про гнізда в червні та липні. Дослідження статевих залоз у Колумбії показують активність у березні та квітні. Гніздо являє собою конусоподібну чашку з пухких ниток рослин, прикрашену лишайниками та іншими рослинними частинками. Кладка складається з двох яєць і інкубується приблизно від 17 до 19 днів.